# Палин, Ялмар Карлович
Ялмар Карлович Палин (фин. Hjalmar Georg Palin, 1848—1907) — российский военный и государственный деятель, генерал-майор, нюландский губернатор.

## Биография
Родился 12 июля 1848 года в Хейнола (Великое княжество Финляндское), сын врача. Образование получил в Финляндском кадетском корпусе, из которого выпущен прапорщиком 17 июля 1867 года в лейб-гвардии Финляндский полк.
16 апреля 1872 года Палин был произведён в подпоручики и вскоре был принят в Николаевскую академию Генерального штаба. 8 апреля 1873 года произведён в поручики и 1 апреля 1874 года за успехи в науках получил чин штабс-капитана. Выпущенный из академии Палин 14 ноября 1874 года был произведён в капитаны и причислен к Генеральному штабу, служил при штабе Харьковского военного округа.
27 марта 1877 года Палин был произведён в подполковники и назначен в штаб Действующей армии, сражался с турками на Дунае и в Болгарии и за боевые отличия был награждён двумя орденами. 30 августа 1877 года получил чин полковника.
В конце 1877 года Палин был переведён в штаб Финляндского военного округа, с 1880 года был начальником штаба по части Финских войск при Финляндском генерал-губернаторе.
30 августа 1888 года Палин был произведён в генерал-майоры и 25 ноября того же года назначен губернатором Нюландской губернии. 31 декабря 1896 года он был назначен сенатором и начальником гражданской экспедиции хозяйственного департамента Императорского Финляндского сената.
В 1899 году Палин вышел в отставку и скончался 9 ноября 1907 года в Гельсингфорсе.

## Награды
Среди прочих наград Палин имел ордена:
- Орден Святого Станислава 3-й степени (1875 год)
- Орден Святой Анны 3-й степени с мечами и бантом (1877 год)
- Орден Святого Станислава 2-й степени с мечами (1879 год)
- Орден Святого Владимира 4-й степени с бантом (1880 год)
- Орден Святой Анны 2-й степени (1881 год)
- Орден Святого Владимира 3-й степени (1883 год)
- Орден Святого Станислава 1-й степени (1891 год)
- Орден Святой Анны 1-й степени (30 августа 1894 года)
- Орден Святого Владимира 2-й степени (Высочайшим приказом от 24 апреля 1898 года орден пожалован с 5 апреля 1898 года)